# Coppa dell'Europa Centrale 1930
La Coppa dell'Europa Centrale 1930 fu la quarta edizione della Coppa dell'Europa Centrale e venne vinta dagli Austriaci del SK Rapid . Capocannoniere con 7 gol fu Giuseppe Meazza dell'AS Ambrosiana.
La formula fu invariata rispetto a quella dell'annata precedente, con la partecipazione di due squadre per federazione provenienti da Austria, Cecoslovacchia, Ungheria e Italia.
L'Austria riserva un posto per i vincitori della Coppa Nazionale.

## Partecipanti
| Nazione                   | Squadra                         | Campionato                                                                | Note                                                                          |
| ------------------------- | ------------------------------- | ------------------------------------------------------------------------- | ----------------------------------------------------------------------------- |
| Austria (bandiera)        | SK Rapid First Vienna FC        | Campione d'Austria 1929-30 Vincitrice Coppa d'Austria 1929-30             | 3º campionato d'Austria 1929-30                                               |
| Cecoslovacchia (bandiera) | SK Slavia Praha AC Sparta Praha | Campione di Cecoslovacchia 1929-30 Vicecampione di Cecoslovacchia 1929-30 |                                                                               |
| Ungheria (bandiera)       | Újpesti FC Ferencvárosi FC      | Campione d'Ungheria 1929-30 Vicecampione d'Ungheria 1929-30               | Vincitrice Coppa dell'Europa Centrale 1929, vincitrice Coupe des Nations 1930 |
| Italia (bandiera)         | AS Ambrosiana Genoa FBC 1893    | Campione d'Italia 1929-30 Vicecampione d'Italia 1929-30                   |                                                                               |

## Torneo

### Quarti di finale
| Squadra 1       | Totale | Squadra 2       | Andata | Ritorno |
| --------------- | ------ | --------------- | ------ | ------- |
| SK Slavia Praha | 2 - 3  | Ferencvárosi FC | 2 - 2  | 0 - 1   |
| AC Sparta Praha | 5 - 3  | First Vienna FC | 2 - 1  | 3 - 2   |
| Genova 1893 FBC | 2 - 7  | SK Rapid        | 1 - 1  | 1 - 6   |
| Újpesti FC      | 6 - 6  | AS Ambrosiana   | 2 - 4  | 4 - 2   |

#### Andata
| Arbitro: | Cesare Lenti |

|                        |           |                      |
| Svoboda 23’ Šoltys 85’ | Marcatori | 30’ Toldi 47’ Takács |

| Arbitro: | Albino Carraro |

|                      |           |               |
| Silny 60’ Braine 87’ | Marcatori | 67’ Gschweidl |

| Arbitro: | Ladislav Štépanovský |

|              |           |          |
| Banchero 52’ | Marcatori | 60’ Luef |

| Arbitro: | Hans Frankenstein |

|                    |           |                                            |
| Avar 11’ Szabó 56’ | Marcatori | 29’ Blasevich 37’, 59’ Meazza 76’ Visentin |

#### Ritorno
| Arbitro: | Cesare Lenti |

|                   |           |  |
| Táncos 80’ (rig.) | Marcatori |  |

| Arbitro: | Albino Carraro |

|                       |           |                            |
| Giebisch 9’ Tögel 71’ | Marcatori | 4’, 21’ Kostalek 19’ Hejma |

| Arbitro: | Hans Frankenstein |

|                |           |                                      |
| Meazza 5’, 46’ | Marcatori | 24’ Spitz 36’, 70’ Stofián 80’ Szabó |

| Arbitro: | Paul Ruoff |

|                                                                   |           |             |
| Kirbes 8’ Luef 16’ Kaburek 58’ Weselik 76’, 81’ (rig.) Wesely 83’ | Marcatori | 3’ Levratto |

#### Spareggio
| Arbitro: | Paul Ruoff |

|            |           |          |
| Meazza 23’ | Marcatori | 28’ Avar |

| Arbitro: | Peco Bauwens |

|                                                      |           |                           |
| Conti 25’ Meazza 34’, 38’ Serantoni 72’ Visentin 80’ | Marcatori | 43’, 48’ Avar 85’ Stofián |

### Semifinali
| Squadra 1     | Totale | Squadra 2       | Andata | Ritorno |
| ------------- | ------ | --------------- | ------ | ------- |
| AS Ambrosiana | 3 - 8  | AC Sparta Praha | 2 - 2  | 1 - 6   |
| SK Rapid      | 5 - 2  | Ferencvárosi FC | 5 - 1  | 0 - 1   |

#### Andata
| Arbitro: | Sophus Hansen |

|                                             |           |           |
| Kaburek 1’, 14’, 66’ Wesely 27’ (rig.), 80’ | Marcatori | 70’ Kohut |

| Arbitro: | John Langenus |

|                    |           |                  |
| Serantoni 27’, 67’ | Marcatori | 1’, 15’ Kostalek |

#### Ritorno
| Arbitro: | Sophus Hansen |

|                                                                         |           |             |
| Braine 33’, 70’ Castellazzi 49’ (aut.) Silny 53’ Podrazil 72’ Hejma 85’ | Marcatori | 88’ Ferrero |

| Arbitro: | Carl Olsson |

|            |           |  |
| Takács 24’ | Marcatori |  |

### Finale
Gare giocate il 2 e 12 novembre 1930
| Squadra 1       | Totale | Squadra 2 | Andata | Ritorno |
| --------------- | ------ | --------- | ------ | ------- |
| AC Sparta Praha | 3 - 4  | SK Rapid  | 0 - 2  | 3 - 2   |

#### Andata
| Arbitro: | Sophus Hansen |

|  |           |                    |
|  | Marcatori | 9’ Luef 57’ Wesely |

| AC Sparta Praha: |  |                |
|                  |  |                |
| GK               |  | Ladislav Bělík |
| DF               |  | Jaroslav Burgr |
| DF               |  | Antonín Hojer  |
| MF               |  | Madelon        |
| MF               |  | Káďa (c)       |
| MF               |  | Erich Srbek    |
| FW               |  | Adolf Patek    |
| FW               |  | Josef Košťálek |
| FW               |  | Raymond Braine |
| FW               |  | Josef Silný    |
| FW               |  | Karel Hejma    |
| Allenatore:      |  |                |
| John Dick        |  |                |

| SK Rapid :  |  |                      |
|             |  |                      |
| GK          |  | Josef Bugala         |
| DF          |  | Roman Schramseis     |
| DF          |  | Leopold Czejka       |
| MF          |  | Karl Rappan          |
| MF          |  | Josef Smistik        |
| MF          |  | Johann Vana          |
| FW          |  | Willibald Kirbes     |
| FW          |  | Franz Weselik        |
| FW          |  | Matthias Kaburek     |
| FW          |  | Johann Luef          |
| FW          |  | Ferdinand Wesely (c) |
| Allenatore: |  |                      |
| Edi Bauer   |  |                      |

#### Ritorno
| Arbitro: | Sophus Hansen |

|                        |           |                      |
| Kaburek 7’ Smistik 67’ | Marcatori | 25’ 27’ 87’ Košťálek |

| SK Rapid :  |  |                      |
|             |  |                      |
| GK          |  | Josef Bugala         |
| DF          |  | Roman Schramseis     |
| DF          |  | Leopold Czejka       |
| MF          |  | Karl Rappan          |
| MF          |  | Josef Smistik        |
| MF          |  | Johann Vana          |
| FW          |  | Willibald Kirbes     |
| FW          |  | Franz Weselik        |
| FW          |  | Matthias Kaburek     |
| FW          |  | Johann Luef          |
| FW          |  | Ferdinand Wesely (c) |
| Allenatore: |  |                      |
| Edi Bauer   |  |                      |

| AC Sparta Praha: |  |                |
|                  |  |                |
| GK               |  | Ladislav Bělík |
| DF               |  | Jaroslav Burgr |
| DF               |  | Josef Čtyřoký  |
| MF               |  | Madelon        |
| MF               |  | Káďa (c)       |
| MF               |  | Erich Srbek    |
| FW               |  | Karel Podrazil |
| FW               |  | Josef Košťálek |
| FW               |  | Raymond Braine |
| FW               |  | Josef Silný    |
| FW               |  | Karel Hejma    |
| Allenatore:      |  |                |
| John Dick        |  |                |

## Classifica marcatori
|  | Gol | Marcatore        | Squadra         |
|  | --- | ---------------- | --------------- |
|  | 7   | Giuseppe Meazza  | AS Ambrosiana   |
|  | 6   | Josef Košťálek   | AC Sparta Praha |
|  | 4   | István Avar      | Újpesti FC      |
|  | 4   | Raymond Braine   | AC Sparta Praha |
|  | 4   | Matthias Kaburek | SK Rapid        |
|  | 4   | Ferdinand Wesely | SK Rapid        |
|  | 3   | János Sólyom     | Újpesti FC      |
|  | 3   | Johann Luef      | SK Rapid        |
|  | 3   | Pietro Serantoni | AS Ambrosiana   |
|  | 3   | Franz Weselik    | SK Rapid        |
|  |     |                  |                 |